# Пекельна пошта (1906)
«Пекельна пошта» - щотижневий ілюстрований літературно-мистецький журнал політичної сатири, який видавав карикатурист Зіновій Гржебін та художник Євген Лансере. Головним редактором був П. Н. Троянський. Видання виходило в Петербурзі в 1906 році, було випущено всього 3 номери, четвертий конфіскований у друкарні. 
У № 1 редакційна стаття містила заяву, що видання ставить перед собою завдання боротися «проти насильства і гвалтівників, неволі і поневолювачів». Номер відкривало сатиричне оповідання М. Горького «Мудрець». За підписом «Ієгудиїл Хламіда» були надруковані «Вислови та правила» М. Горького, що висміювали реакційну політику царського уряду. У журналі публікувалися карикатури на царських міністрів і відомих сановників. 
З «Пекельної поштою» співпрацювали літератори Валерій Брюсов, Іван Бунін, В'ячеслав Іванов, Федір Сологуб та інші, художники Борис Анісфельд, Іван Білібін, Зіновій Гржебін, Мстислав Добужинський, Борис Кустодієв, Євген Лансере, Микола Радлов та інші.